# Edgecumbe
Edgecumbe – miasto w Nowej Zelandii. Położone w północnej części Wyspy Północnej, w regionie Zatoka Obfitości, 1 546 mieszkańców. (dane szacunkowe - styczeń 2012).